# Mine de Mount Thorley
La mine de Mount Thorley est une mine à ciel ouvert de charbon située dans la Nouvelle-Galles du Sud en Australie,,,,.